# Louis-Marie Monti
Louis Monti (Bovisio-Masciago, 24 juillet 1825 - Saronno, 1er octobre 1900) est un religieux italien, fondateur des fils de l'Immaculée Conception et reconnu bienheureux par l'Église catholique.

## Biographie
De famille modeste, il perd son père à l'âge de douze ans et commence à travailler comme artisan ébéniste pour venir en aide à sa mère et à ses nombreux frères et sœurs. Il réunit un groupe de jeunes qui prend le nom de compagnie du Sacré-Cœur de Jésus qui se dévouent aux pauvres et aux malades. En 1846, à 21 ans, Louis prononce des vœux de chasteté et obéissance entre les mains de don Louis Dossi, son directeur spirituel.
Louis rencontre toutefois l'opposition de certaines personnes du village dont le curé, opposition qui va jusqu'à une dénonciation calomnieuse de conspiration contre l'autorité autrichienne (Le royaume lombardo-vénitien est à l'époque un État dépendant de l'empire d'Autriche). En 1851, Louis et ses compagnons sont incarcérés à Desio pour une enquête et ne sont libérés qu'après 72 jours d'instruction.
Louis et son directeur spirituel partent chez les fils de Marie Immaculée, congrégation fondée cinq ans auparavant par le bienheureux Ludovic Pavoni, Louis reste novice pendant six ans comme frère convers en travaillant comme infirmier à l'hôpital de Brescia où il se dévoue particulièrement lors de l'épidémie de choléra en 1855.
Mais à 32 ans, il n’a pas encore trouvé sa voie. Il écrira plus tard : « Je passais des heures devant Jésus Sacrement, mais elles étaient toutes sans une goutte de rosée céleste ; mon cœur restait aride, froid, insensible. J’étais sur le point de tout abandonner lorsque, me trouvant dans ma chambre, j’entendis une voix intérieure claire et distincte qui me dit : "Louis, va dans le chœur de l’église, et expose de nouveau tes tribulations à Jésus Sacrement". Je prêtai l’oreille à cette inspiration et me pressai de l’exécuter. Je m’agenouillai et peu après, quelle merveille !, je vis deux personnages à l’apparence humaine. Je les connaissais. C’était Jésus et sa mère très sainte, qui s’approchèrent de moi et à voix haute me dirent : “Louis, tu auras encore beaucoup à souffrir ; tu rencontreras bien d’autres grands défis. Reste fort ; tu sortiras vainqueur de tout ; notre aide puissante ne te manquera jamais. Continue sur la voie où tu t’es engagé". »
Inspiré par le témoignage de charité de sainte Marie-Crucifiée de Rosa, don Louis Dossi, suggère à Monti de fonder à Rome une congrégation au service des malades dédiée à la Vierge Marie. L'idée est partagée par plusieurs de ses amis de la “compagnie du sacré cœur” et par Cyprien Pezzini, un jeune infirmier expérimenté.
En 1858, avec Cyprien Pezzini, il se rend à l'hôpital de l'Esprit-Saint de Rome pour sa fondation dont les débuts sont modestes car les capucins qui assurent l’aumônerie de l’hôpital créent au même moment une association de tertiaires franciscains pour le soin des malades. Monti demande à en faire partie, il est employé comme simple aide infirmier puis aux interventions spécifiques de phlébotomie après l'obtention de son diplôme  délivré par l'université de la Sapienza. 
Dans le même temps, sa propre congrégation des fils de l’Immaculée Conception grandit. En 1877, sur l’avis unanime des frères, Pie IX le met à la tête de sa congrégation. Pie IX eut, dès le début, une prédilection pour les fils de l'Immaculée Conception, en raison de son désir de voir les malades bien soignés et parce que l'institut portait le nom de l'Immaculée. Devenu supérieur général, Louis Monti prépare les constitutions. 
En 1882, un chartreux venant de Desio lui présente quatre de ses neveux, orphelins de mère et de père. Pour Louis Monti, c'est un signe de Dieu et il étend l'œuvre aux orphelins, il ouvre pour eux un foyer d'accueil à Saronno. C'est dans cette ville qu'il meurt le 1er octobre 1900, épuisé et presque aveugle, à 75 ans.
En 1941 le bienheureux Alfredo Ildefonso Schuster, archevêque de Milan ouvre le procès d'information pour la béatification qui dure jusqu'en 1951. En 2001 la congrégation pour les causes des saints promulgue le décret sur l'héroïcité des vertus, il est béatifié le 9 novembre 2003 par Jean-Paul II.